# Clarias pseudonieuhofii
Clarias pseudonieuhofii is een straalvinnige vissensoort uit de familie van de kieuwzakmeervallen (Clariidae). De wetenschappelijke naam van de soort is voor het eerst geldig gepubliceerd in 2004 door Sudarto, Teugels & Pouyaud.